# Alfred Assolant
Alfred Assolant, född 20 mars 1827 och död 3 mars 1887, var en fransk författare.
Assolant utgav åtskilliga åskådligt och livfullt skrivna romaner, bland annat Marcomir (1861), Les aventures merveilleuses du capitaine Corcoran (1868, svensk översättning 1868 & 1898).